# Достоевские
Достое́вские (пол. Dostojewski) — дворянский род, являющийся ветвью рода Ртищевых с 6 октября 1506 года.

## Возникновение фамилии
Род Достоевских берёт своё начало от боярина Данилы Ивановича Иртищева (Ртищева, Ртищевича, Иртищевича, Артищевича), которому 6 октября 1506 года было пожаловано имение «Достоев» в Поречской волости Пинского уезда, к северо-западу от Пинска. Исследователи происхождения фамилии практически уверены, что все Достоевские являются потомками Данилы Иртищева. В жалованной грамоте пинского князя Фёдора Ивановича Ярославича своему боярину говорится о передаче на вечное владение нескольких дворищ в селениях Достоеве, Полкотичах, Зенковичах, Молодове и Поречье: «…а в Достоеви Олисеевское дворисчо, а Терпилович дворищо, <…> А дали есмо тому нашему боярину тое именье со всем с тым, што из старины к тем дворищом прислухало, с землями пашными и з бортными, и з их ловы, и з реками, и з луги, и с сеножатьми, и з езы, и с озеры и со всих тых земель входы. А волен тот боярин наш в том своем именьи, в данине нашей двор себе поселити, и пашню вчинити, и млыны сыпати… А людем его подводы не давати, а ни в облаву не ходити, а ни повозу не возити. А дали есмо тое именье тому нашему боярину вечно и непорушно, ему, и его жоне, и их детем, и их счадком». Согласно местным легендам название «Достоево» произошло от пол. dostojnik — сановник, приближенный государя. «Достойниками» с некоторой насмешкой называли жителей селения, из которых набирали княжескую обслугу. Подразумевалось, что эти люди были «достойны» данной службы. В Брестской области Белоруси в 16 километрах от Иванова сохранилось село Достоево. Усадьба Достоевских не сохранилась, но по старым записям исследователи установили, что это был деревянный пятикомнатный фольварк, окружённый рвом и деревянной оградой с несколькими въездами. На территории усадьбы было два сада, огород, хозяйственные постройки, дома для слуг. У главного въезда располагалась деревянная Ильинская церковь.
Предком Данилы Ивановича Ртищева, по мнению исследователей, являлся упоминаемый в исторических источниках татарин Аслан-Челеби-мурза, который ещё в 1389 году покинул Золотую Орду и был крещён в православие московским князем Дмитрием Донским. Сына этого татарина прозвали Широким Ртом, а его потомки стали Ртищевыми. Герб Ртищевых, на котором были изображены полумесяц, шестиугольная звезда и пара вооружённых татар, подтверждает неправославное происхождение рода. В кормление татарину был пожалован Кременск, расположенный недалеко от Боровска, удела князя Семёна Владимировича Боровского. Ртищевы входили в ближайшее окружение отца Фёдора Ивановича, князя Серпуховского и Боровского Ивана Васильевича, который в 1456 году, рассорившись с Василием Тёмным, уехал в Пинск, находившийся в то время в составе Великого княжества Литовского. Исследователи не исключают возможности того, что боярин Данило Иванович Иртищев мог оказаться на службе у Фёдора Ивановича уже после переезда, но также отмечают, что для того времени для князей было характерно эмигрировать вместе со свитой, с которой мог переехать и Иртищев. В пользу последнего утверждения говорит цепочка фактов: род Ртищевых начинается в Боровском княжестве; в исторических документах Ярославичи упоминаются вместе с Иртищами; потомки Ярославичей оказываются в Великом княжестве Литовском вместе с боярином Иртищевым. Кроме того, существуют предположения о литовском или белорусском происхождении фамилии, представитель которой к середине XV века оказался в Боровском княжестве, откуда уже вместе с князем Иваном Васильевичем эмигрировал в Пинский уезд.
Фамилия «Достоевский» не сразу утвердилась за потомками Данилы Ивановича. У боярина было два сына: Иван и Семён. Братья иногда назывались Данилевичами, Семён упоминается с фамилией Артищевич, Иван именуется Иртищ-Достоевским. Семёну Даниловичу отошло селение Полкотичи, в результате чего он и его потомки со временем становятся Полкотичскими, ветвь которых, по мнению исследователей, пресеклась уже спустя два поколения. Достоево согласно «Писцовой книге Пинского и Клецкого княжеств…» отошло к Ивану Даниловичу, откуда с большой вероятностью следует, что все Достоевские — его потомки. Первым документальным упоминанием фамилии является исторический документ, в котором Иван Данилович именуется Достоевским: «Граница села Ляховичи. Первая стена главная начинается от земли Ивана Достоевского <…> земли Дружиловского священника, отошедшие в с. Полочичи Ивану Даниловичу». Брак Ивана Даниловича и Анны Фурсович, дочери пинского боярина Венедикта Фурсовича из влиятельного шляхетского рода, повышает сословный статус Достоевских второго и третьего поколений.

## Достоевские в XVI—XVII веках
Сыновья Ивана Даниловича — Сасин, Стефан, Рафал и Фёдор — уже носили фамилию «Достоевский». Достоево досталось старшему сыну — Сасину, служившему урядником Пинского городского суда и пинским подстаростой. Остальные братья практически ничего не получили. Стефан присоединился к духовенству, Рафал вынужден был управлять чужими имениями, Фёдор уехал на Волынь, где, судя по призывным спискам польской армии 1565 года, стал военным. В 1577 году Стефану Достоевскому в «пожизненное управление, с отчинами, угодьями и доходами» был передан Минский Вознесенский монастырь, которого он был лишён уже спустя 2 года, после чего дела Достоевского приходят в упадок. Из-за этой истории Стефан оказывается наиболее часто упоминаемым в документах своего времени представителем третьего поколения рода. Рафал упоминается только при разделе имущества отца и при обвинении в 1581 году в злоупотреблениях по должности. Фёдор после военной службы занимает место служебного шляхтича при опальном князе Андрее Михайловиче Курбском, благодаря чему становится «первым историческим лицом, носившим фамилию Достоевский». Пинская ветвь Достоевских со временем переходит в католичество и интегрируется польско-литовским государством, оказавшись в рядах обедневшей шляхты и утратив дворянство. Переехавшие южнее потомки сохраняют православную веру и белорусский язык.
Около двух веков Достоевские жили в Пинском уезде. Они становились дворянскими предводителями, послами, судьями, членами Главного трибунала Великого княжества Литовского. Представитель четвёртого поколения Достоевских Ярош Стефанович Достоевский становится родоначальником ветви Достоевских, осевшей в Волыни, где в то время шло наиболее сильное противостояние между католицизмом и православием. Среди пинских представителей рода были заметны двоюродные братья Пётр Сасинович и Пётр Стефанович Достоевские. На рубеже XVI—XVII веков они занимали должности маршалков шляхты Пинского уезда, то есть предводителей дворянского ополчения своего повета. Остальные представители четвёртого поколения были менее заметны, хотя среди них присутствовали и преступники, организовывавшие «шекспировские преступления». Пятое поколение Достоевских занимало должности городских судей, пинских депутатов в трибунале, писарей и другие, не оставив после себя заметных исторических документов. Отдельные незначительные упоминания представителей шестого поколения относятся к середине XVII века. Несколько Достоевских от Пинского повета Брестского воеводства принимали участие в избрании короля Яна II Казимира. Подписи Достоевских встречаются в решениях шляхты о денежной помощи королю и выставлении отрядов для борьбы против московских захватчиков.
Во второй половине XVII века род перебирается на Украину. В это же время резко уменьшается частота упоминаний фамилии в исторических документах. Достоевские седьмого поколения уже практически неизвестны. Составитель родословной писателя М. В. Волоцкой отметил, что с середины XVII века «род Достоевских начинает приходить, в социологическом отношении, в упадок <…> Дальше, до деда писателя, мы имеем генеалогический перерыв, заполненный лишь несколькими отдельными лицами».

### Неопределённые ветви Достоевских
Положение некоторых представителей Достоевских в родословной точно не установлено. Предположительно один из внуков Ивана Даниловича Достоевского стал основателем «ветви Щастного», известной всего в трёх поколениях. Представители ветви встречались как в Пинском повете, так и в составе Волынского войска. С середины XVII века известен Ян Достоевский из шестого поколения, основатель «ветви Яна», как назвали её биографы. Ветвь известна вплоть до двенадцатого поколения Достоевских, хотя нумерация поколений в данном случае носит условный характер в силу недостаточности информации. Представитель девятого поколения этой ветви, Фанцишек Доминикович Достоевский, 13 августа 1800 года доказал своё дворянство в Минской губернии и был вписан в первый разряд дворян с гербом Радван. Герб Достоевских отличается от герба Радван перстнем над хоругвью всесто креста, а также рукой с мечом над шлемом. Биографы предполагают, что Достоевские были в родстве или вассальных отношениях с младшей ветвью рода Радван. Миколай Достоевский, владевший в середине XVII века имением Достоево выделяется биографами в отдельную ветвь, включающую всего два поколения Достоевских. Помимо этого, исследователями обнаружены упоминания ещё около двух десятков Достоевских, положение которых в родословной не определено.

## Генеалогический разрыв XVIII века
Исследователи рода Достоевских не нашли точной однозначной связи писателя Фёдора Михайловича Достоевского с основателем рода Данилой Ивановичем Иртищевым. Известно, что род двигался с востока на запад, из Москвы в Пинск; затем с севера к югу, из Белоруссии в Волынь, а затем в Подолье. Достоверно известно, что прямые предки писателя в первой половине XVIII века жили на Волыни. Первый из известных представителей этой ветви рода — некто Карл Достоевский, скончавшийся около 1744 года. Для преодоления генеалогического разрыва в несколько поколений исследователи прибегают к реконструкции. В XVIII веке была известна только ветвь Яна Достоевского, основатель которой причисляется к шестому поколению. Прямой предок писателя, Карл Достоевский, жил примерно в то же время, что и внук Яна Достоевского, на основании чего причисляется к восьмому поколению Достоевских. Карл владел вотчинной частью села Клечковцы, располагавшегося в Турийском районе Волынской области. Из девятого поколения Достоевских около 1744 года известен только Иозеф (Иосип, Осип) Карлович, прапрадед писателя. Из десятого — Григорий Иозефович, прадед писателя, священник. В 1793 году Григорий Достоевский в Сальнице присягнул Екатерине II в составе правобережной шляхты.
Даже биография деда писателя, принадлежащего к одиннадцатому поколению Достоевских, не известна доподлинно. По данным исследователей, Андрей Григорьевич Достоевский родился около 1756 года на Волыни, в селе Клечковцы в семье мелкопоместного шляхтича. В 1775 году его отец, Григорий Иосифович, с детьми переезжает в Брацлавское воеводство в Польшу. В 1781 году Андрей Григорьевич женится на девице Анастасии, а с 1782 года становится священником села Войтовцы на границе Киевской губернии. Его старший брат — Иоанн (Иван, Ян) Григорьевич Достоевский — был священником в селе Скала Пятигорского повета, также присягнувшем Екатерине II. Младший брат — Григорий Григорьевич Достоевский — не был женат и проживал в одном селе с дедом писателя. После второго раздела Польши село с остальными землями Брацлавского воеводства оказывается в составе Российской империи. У Андрея и Анастасии было шесть дочерей и двое сыновей. Около 1821 года Андрей Григорьевич умер. Церковь в селе Войтовцы была разрушена в начале 30-х годов XX века, церковные книги сгорели в годы Второй мировой войны.

## Родители писателя
Первым Достоевским, о котором имеются достоверные данные, является отец писателя, Михаил Андреевич Достоевский. Согласно обнаруженным документам, принято считать, что Михаил Достоевский родился в 1789 году в селе Войтовцы. Информация о ранних годах Михаила оказалась противоречива. Его сын Андрей впоследствии утверждал, что Михаил Андреевич, не желая продолжать обучение в семинарии, с благословения матери скрылся из дома и отправился в Москву. Внучка, Любовь Достоевская, писала уже о «смертельной вражде со своим отцом и братьями» Михаила. Ранние биографы Фёдора Михайловича Достоевского при составлении биографии писателя опирались на эти истории. Так Л. П. Гроссман писал: «Михаил Андреевич Достоевский (15 лет) уходит из родительского дома и отправляется с Украины в Москву»; В. С. Нечаева утверждала: «Михаил Андреевич не пожелал продолжать профессию отца и, порвав связь с родной семьей, ушёл из дома в Москву»; Ю. И. Селезнёв: «Своенравный Михаил Андреевич не пожелал пойти по стопам отца…». В конце XX века исследователи на основе обнаруженных документов отметили несостоятельность данных версий. Выяснилось, что 1808 году Михаил ещё учился в Подольско-Шаргородской семинарии при Шаргородском Николаевском монастыре, куда поступил в декабре 1802 года. За обучение в семинарии в течение шести лет платил его отец. В августе 1809 года Александр I издал указ об определении в Императорскую медико-хирургическую академию, входившую в ранг «первых учебных заведений империи», дополнительно 120 человек из духовных академий и семинарий. Михаил Достоевский успешно сдал экзамены и 14 октября 1809 года вступил в число казённых воспитанников по медицинской части в московское отделение академии. Во время Отечественной войны студент 4-го класса Достоевский в августе 1812 года был командирован в Московский Головинский госпиталь «для пользования больных и раненых», а осенью боролся с эпидемией тифа в Верейском уезде, за что получал похвальные аттестаты. Закончив 4-й курс обучения, 5 августа 1813 года был произведён лекарем 1 отделения и уже осенью направлен в Бородинский пехотный полк. 5 августа 1816 года был удостоен звания штаб-лекаря.
В апреле 1818 года Михаил Достоевский был переведён ординатором в военный госпиталь в Москве. Жена штаб-лекаря этого госпиталя Григория Павловича Масловича была двоюродной сестрой двадцатилетней девицы Марии Нечаевой, дочери купца 3-й гильдии Фёдора Тимофеевича Нечаева, происходившего из старых посадских города Боровска Калужской губернии. Отметив Достоевского как «доброго и хорошего человека», летом-осенью 1819 года Маслович познакомил его с Нечаевыми. В семье Нечаевых были купцы, сидельцы в лавках, лекари, универсанты, профессора, художники, духовные особы. Торговля Фёдора Тимофеевича Нечаева в суконном ряду процветала до нашествия Наполеона, после которого купец лишился практически всего своего состояния. В это же время Мария Нечаева потеряла мать, а новая жена отца оказалась «неласковой мачехой», к которой позже никто из Достоевских не испытывал симпатии. Старшая сестра Марии, Александра, бывшая замужем за богатым первостатейным купцом 1-й гильдии Александром Куманиным, впоследствии принимала участие в судьбе писателя. 14 января 1820 года Михаил Достоевский и Мария Нечаева обвенчались в церкви Московского военного госпиталя, при котором и жили первый год. В конце 1820 года, после рождения первого сына Михаила, Достоевский уволился с военной службы и с 1821 года перешёл работать в Мариинскую больницу для бедных, несмотря на её скромные оклады, которые даже по официальным признаниям «не вознаграждают достаточно трудов их и не соответствуют необходимым надобностям каждого в содержании себя и своего семейства». Главным правилом данного заведения устанавливалось, что «бедность есть первое право» получить в ней помощь в любое время суток. Переселяясь на Божедомку Достоевские уже ожидали к концу осени рождение Фёдора. Первое десятилетие семейной жизни оказалось удачным. Михаил Андреевич укрепился в Москве и на службе, его семейство росло. С момента рождения сыновей Достоевский мечтал о высоком образовании для них.
Вместе с чином коллежского асессора весной 1827 года Михаил Андреевич получил право на потомственное дворянство, что позволяло приобрести собственное имение, где семья могла бы проводить летние месяцы. Летом 1831 года Михаил Андреевич приобрёл небольшое село Даровое в Каширском уезде Тульской губернии в 150 км от Москвы. Из-за оставшихся в селе шести дворов, принадлежащих соседу, практически сразу начались распри, перешедшие в судебную тяжбу. В апреле 1835 года Мария Фёдоровна с младшими детьми едет в Даровое. В письме Михаила Андреевича от 29 апреля появляются первые свидетельства начала её тяжёлого заболевания. После рождения в июле дочери болезнь Марии Фёдоровны обострилась. 27 февраля 1837 года Мария Фёдоровна Достоевская, не дожив до 37 лет, скончалась; 1 марта её похоронили на Лазаревском кладбище. Михаил Андреевич к маю 1839 года испытывал катастрофическую нужду из-за плохих урожаев прошлых лет. «Это угрожает не только разорением, но и совершенным голодом!» — писал он сыну. 6 июня 1839 года отец Достоевского умирает: по официальной версии — от апоплексического удара, по неофициальной — был убит в поле своими крепостными крестьянами.

## Поколение Фёдора Михайловича
- Михаил (1820—1864) — старший брат писателя, литератор, поэт, переводчик. Учился с Фёдором в пансионе Чермака, но не попав с ним в Инженерное училище, поступил в Петербургскую инженерную команду в Ревель, с 1848 года в отставке с чином инженер-подпоручика[74][75]. Занимался литературной деятельностью, преподавал, сотрудничал с литературными журналами. Умеренно посещал кружки Петрашевского и Дурова, был арестован, но отпущен. Основал небольшую табачную фабрику. Умер от цирроза печени[76]. С 1842 года был женат на Эмилии Дитмар, прибалтийской немке из Ревеля[77]. Имел внебрачного сына от Прасковьи Аникиевой[78].
- Фёдор (1821—1881)
- Варвара (1822—1893), в замужестве Карепина[79][80]; из сестёр с ней у Ф. М. Достоевского сложились наиболее близкие отношения; он писал брату Андрею: «Я её люблю; она славная сестра и чудесный человек…» (28 ноября 1880 г.).
- Андрей (1825—1897) — архитектор. Писатель Достоевский видел в его семье достойный образец семейной жизни. Братья жили в разных городах и виделись редко, однако никогда не прерывали родственных отношений. А. М. Достоевский оставил ценные воспоминания о своём брате, часть которых использовал первый биограф писателя О. Ф. Миллер[81]. Образ любящего отца в этих «Воспоминаниях» противоречит характеристике Михаила Андреевича как ненавидимого мужиками угрюмого и жестокого крепостника, которая утвердилась у многих биографов под влиянием О. Ф. Миллера[82] и Л. Ф. Достоевской. Андрей Михайлович публично опровергал слухи о том, что Фёдор Михайлович Достоевский с детства страдал эпилепсией[83].
- Вера (1829—1896), в замужестве Иванова[84]
- Любовь (1829—1829) — близнец Веры, умерла вскоре после рождения[85]
- Николай (1831—1883)[86]
- Александра (1835—1889) в замужестве Голеновская[87]; у её мужа, в то время — подполковника и инспектора классов в Павловском кадетском корпусе — Николая Ивановича Голеновского (1815—1872) это был второй брак — в первом браке он был женат на «госпоже Дельсиль», имел сына и дочь; во втором браке родились: Мария (01.10.1855—01.02.1921), с 10 апреля 1877 года в браке с М. Д. Ставровским; Александр (1856 или 1857 — 06.06.1904); Екатерина (1860—1925), в замужестве Трушлевич; Николай (06.01.1862[88]—15.05.1907), служивший морским врачом в Кронштадте[89].

## Потомки
- Любовь Фёдоровна (1869—1926) — вторая дочь Ф. М. Достоевского и Анны Григорьевны.
- Фёдор Фёдорович (1871—1922) — сын Ф. М. Достоевского[90]. 17.02.1897 по прошению вдовы писателя Анны Григорьевны внесён в III ч. ДРК Рязанской губ. Похоронен на Ваганьковском кладбище в Москве. Могила не сохранилась[91].
- Александр Андреевич (1857—1894) — гистолог.

Потомки Фёдора Михайловича продолжают проживать в Санкт-Петербурге.
Дмитрий Андреевич Достоевский (22.04.1945—03.09.2024) работал водителем трамвая.
- Алексей Дмитриевич Достоевский (р. 05.10.1975) — водитель трамвая[92].
  - Фёдор Алексеевич Достоевский
  - Анна Алексеевна Достоевская
  - Вера Алексеевна Достоевская
  - Мария Алексеевна Достоевская